# Люблінка
Лю́блінка (каз. Люблин) — село у складі Карасуського району Костанайської області Казахстану. Адміністративний центр Люблінського сільського округу.
Населення — 866 осіб (2021; 976 у 2009, 1002 у 1999, 1226 у 1989).